# ジョン・ティンダル
ジョン・ティンダル（John Tyndall [ˈtɪndəl]、1820年8月2日 - 1893年12月4日）は、アイルランド出身の物理学者および登山家。ジョン・チンダルとも表記される。

## 生涯
物理学者として一般に知られる業績としては、チンダル現象を発見したことである。その他にも、赤外線放射（温室効果）、反磁性体、に関して突出した業績を残した。
登山家としてはアルプス山脈5番目の最高峰ヴァイスホルンの初登頂に成功した（1861年8月19日）。また、マッターホルンの初登頂を競い、1862年に山頂から標高230m下の肩にまで達した（エドワード・ウィンパーが1865年に初登頂した）。1868年にはマッターホルンの初縦走に成功している。なお、登山の元々の目的は物理学者としてアルプスの氷河を研究することであった。
1852年王立協会フェロー選出、王立協会から1853年ロイヤル・メダル、1864年ランフォード・メダル受賞、1855年以後ベーカリアン・メダルを複数回受賞し、記念講演を行う。1987年にジョン・ティンダル賞が創設された。

## 書籍
- 『アルプスの氷河』 矢島祐利訳、岩波文庫
- 『アルプスの旅より』 矢島祐利訳、岩波文庫
- 『アルプス紀行 増訂新版』 矢島祐利訳、岩波文庫、復刊1987年